# 男性
男性（だんせい、 希: Άνδρας、英: man）は、ヒトの雄のことである。女性と対比されるヒト（人間）の性別であり、男の人。ヒト以外の種の雄を指して「男性」と呼ぶことは少ない。
一般的に「男性」という語は成人の男性に対して使うことが適当とされる。
子供の場合は「男の子」や「男児」と言う呼称になる。

## 生物学的な男性の定義

男性ホルモンの影響で、勝手に髭（ひげ）が伸びてくる。その髭を剃るか伸ばすかは個人の選択やその人が住む地域の文化による。一見して髭が無いように見えている男性がいても、それは毎朝髭を剃っているから。髭は勝手に伸び続けるのでそのまま午後や夕方になると口のまわりが髭で黒っぽくなる。

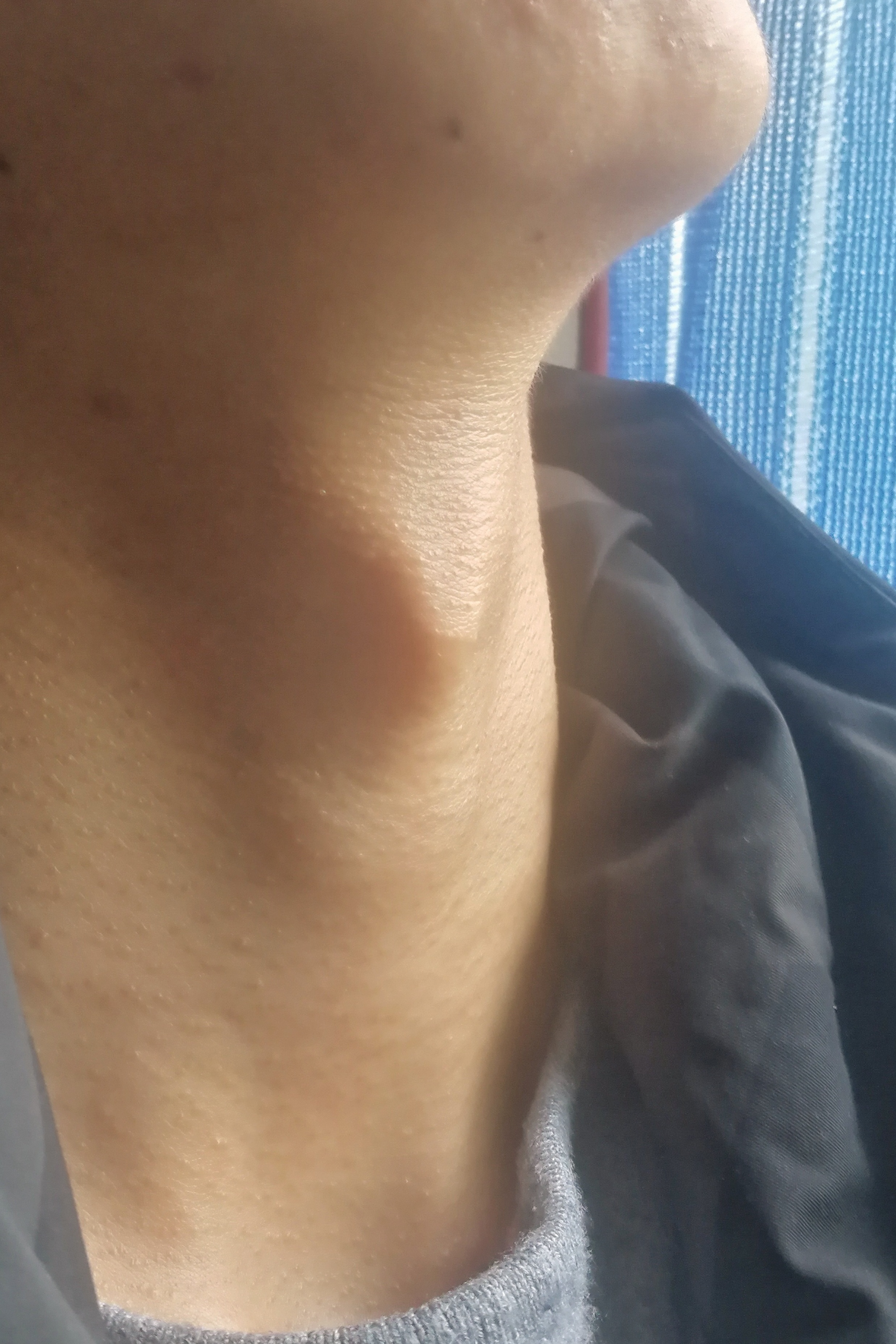
声変わりをした象徴である実際に見た成人している二十代男性の喉頭隆起。上は甲状軟骨、下は環状軟骨である。アダムの林檎・喉仏など別名がある。

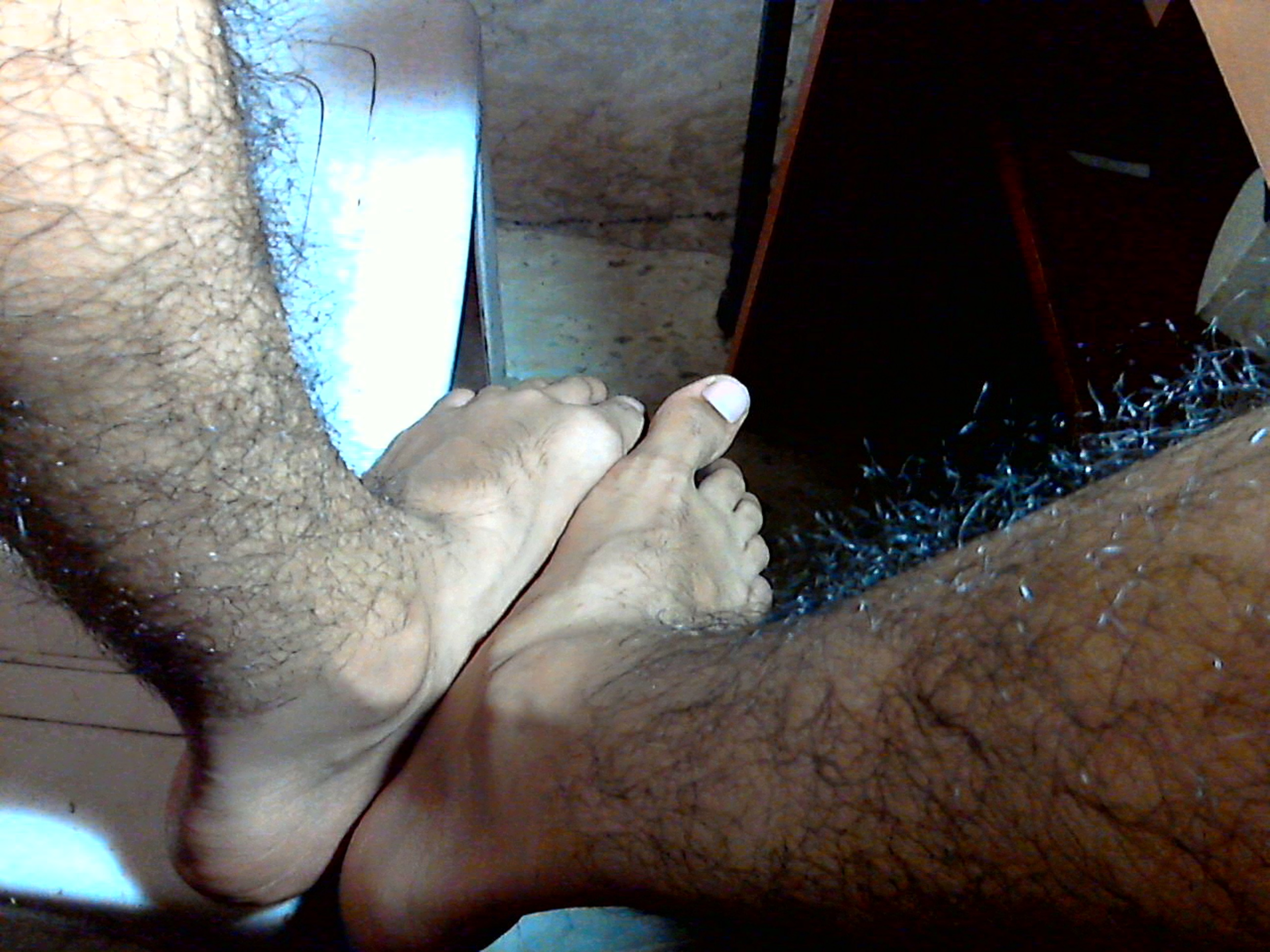
男性の第二次性徴や男性ホルモンの高い値の影響により濃密で濃い成人男性特有の体毛が生える。女性や小児にはない男性の剛毛なすね毛。

生物学的な性としての男性は、一般的な動物の雄に相当する。
解剖学的な見解では「出生時に男性型の生殖器（陰茎等の男性器）を有する」と判断された場合は、男性とみなす。ただし、「胎児の段階を経て、徐々に発達した物である」との関係から、形成や状態に色々な個人差が生じる。
現代医学では、外性器だけでなく内性器にも注目しており、「陰嚢は、小さな配偶子である精子を生産して、種々のホルモンを分泌する精巣を包含し、また前立腺とも繋がっており、相応の機能を有する」などの条件が加わって判断される。
また思春期（第二次性徴期）をむかえると、視床下部の機能関係から性ホルモン分泌が増大する。それにより、次の身体的な発達が生じる。ただし、「男女の特有性における平均的な観点」が基に成っており、『女性に近い体質を有する』などの個人差がある。思春期は男性器の発達から始まるが、男性器の発達が開始した時点では思春期に入った事に気づかず、身長の伸びのピークを迎えるが陰毛が発生した時点で思春期に入った事に気づく事が多い。
- 陰茎の発達とともに、精巣や前立腺などが成熟すると、精母細胞の分裂から精子が生産され、前立腺で生産された前立腺液、精嚢で作られる「精嚢液」と精子が合わさり精液となって精通や射精に至る。
- 喉頭隆起（こうとうりゅうき：のどぼとけ）の発達関係から変声に成り、声が1オクターヴほど低くなる。
- 筋骨が明確となる体形と成りやすく、体力的にも平均的な男女で比較すると優位となる傾向がある。
- 身体が全体的に毛深くなる傾向にあり、髭なども濃くなる。

このような生物学的性差は、染色体の型に由来する。解剖学的な意味での男性は、多くの場合性染色体としてXとYを1つずつ持つ。Y染色体上には未分化の生殖腺を精巣に変化させるコードを持った遺伝子があり、精巣から分泌された男性ホルモン（テストステロン）の分泌によりウォルフ管の発達を促進しまた、外性器の男性化も促進させる。一方で精巣のセルトリ細胞から分泌される抗ミュラー管ホルモンにより積極的にミュラー管のアポトーシスを起こし、男性の内性器は一通り分化し終える。
様々な遺伝的または外要因により、厳密には当てはまらない例も存在する。例えば、性染色体がXXY型など(クラインフェルター症候群)である。
性同一性が男性という人の中には、出生時に割り当てられた性別が男性というシスジェンダーの人もいれば、出生時に割り当てられた性別が男性ではなかったトランスジェンダーの人もいる。

### 男性と疾患
男性特有の疾患として前立腺疾患がある。また、痛風、十二指腸潰瘍、尿路結石、急性膵炎、大腸ポリープが女性に比べて多く、心臓病、脳溢血（およびそれによる脳血管性認知症）など循環器系の病気が多いのが特徴である。
先進国・発展途上国を問わず、データの入手できるほとんどの国家において男性は平均寿命が女性に比べ短い。これは男性において免疫力を上げ血圧を下げるエストロゲンの分泌が少ないこと、男性ホルモンが代謝を上げる作用を持ち、細胞の損傷が多くなること、体質の差により男性は女性と比べて内臓に脂肪のつく健康リスクの高い太り方をする傾向があることが生得的な原因として考えられている。このほか、世界のどの主要国家においても自殺者が男性の方が多いことや、喫煙率が高いこと、過労死が男性に多いこと、生命の危険を伴う仕事に従事する割合が女性に比べて多いことなどの環境や社会的な理由も考えられる。

### 男性更年期障害と生殖能力
閉経に伴い排卵しなくなるため自然生殖能力を失う女性と比べて、男性の自然生殖能力は大幅に長い。80歳を超えての生殖も一応可能ではある。ただし、ヒトの男性の精子も加齢により劣化し、活性化男性ホルモン（実際体に働く男性ホルモン）の値も20代をピークに40代を過ぎたあたりから緩やかに低下し、老年期までに男性ホルモン値もやや低下する。そのため、加齢のために男性としての活力が低下した中高年男性の精子は若い男性の精子に比較してDNAの損傷が激しく、女性を妊娠させる能力等が低下することが近年の研究で明らかになっている。欧州での報告によると、被験者2,100人を対象とした研究で、45歳を超える男性の精子DNAの損傷は、それ以下の年齢グループに比較して有意に高く、30歳未満の男性との比較では2倍であった。

## 文化と社会
生物学的な性差のほか、社会的・文化的に作られる性差（ジェンダー）によっても男性と女性は区分される。「男らしさ」という概念はジェンダーの中に含まれる。男性と女性の果たす役割はどの文化においても異なるものとされてきたが、その性差の中身は各文化によって千差万別であり、また必ずしも対極をなすものでもなかった。
一方で、ほとんど全ての社会において、男性は社会の主導的な立場に立ってきた。父母のどちらを重視するかによって、社会は父系制、母系制、そして双系制の3つに分類される。父系制の場合、家族は父系集団に属することになり、父方の姓や地位、財産を継承する。この場合、家庭内では父の権力が強くなる。他方、母系制は母方の出自をたどり、相続も母方によるものであって、一般に家庭内における父の権力は弱く、母が実権を握っていることが多いが、母系制社会においても女性が社会の実権を握っているわけではなく、母方の伯父など母方男性が権力を握り、社会の指導者は男性が就任することがほとんどであった。母方女性が社会権力を握る母権制社会は、かつてそのようなものが存在したと想像されたものの、実在が確認されず、空想上の概念であると理解されている。双系制社会でも男性が指導権を握っていることに変わりはなかった。
産業革命によって社会が変化したことに伴い、西欧社会において近代的な家族制度が成立したが、この制度の下では、家庭は生産の側面を持たず、男性が外で仕事を行い女性が家庭で家事を行うという男女の分業を特徴とするものであり、男性の指導権は残存していた。フランス革命において1792年に普通選挙が導入された際も選挙権は男性に限られており、その後他国において議会が開設され選挙が導入された際も、選挙権・被選挙権ともに男性に限られ、女性が参政権を獲得するのは1893年のニュージーランドまで待たねばならなかった。その後、フェミニズム運動などによって男女の差は徐々に撤廃される方向にあるが、完全な男女平等には至っていない。一例として、列国議会同盟の調査による各国下院の2019年度男女議員比率において、男性議員の割合が50％を割っている国家は192カ国中ルワンダ・キューバ・ボリビアの3カ国しか存在しない。また、上記のような男性に求められる役割を見直す動きも生まれつつある。
一方で、過労等による男性の自殺率は女性のおよそ2.5倍であることや、アメリカでは殺人事件の被害者の74.6％が男性であるのに対し、加害者が女性であった場合に男性よりも量刑が甘くなる傾向がある、米国のDV被害者の4人に1人は男性である一方、全米で公的に運営される男性用DV被害シェルターの割合は女性の1/2000に留まる。また日本の男性の家事育児時間は労働時間の差より短くならざるを得ない傾向があり、親権が認められない傾向が高いなど、男性差別の存在も指摘されており、旧来の男尊女卑等の男性優遇という観点は、性役割による刷り込みに過ぎないとする見解もある。
一方で、女性と比べ男性はジェンダー価値観を押し付ける傾向が高いとする意見、男性差別に対する取り組みや社会認識の変容は、フェミニズム運動が進展した女性と比較し進展が遅く、女性と比べ高い人権侵害にさらされる危険性の指摘もある。
1999年にトリニダード・トバゴで11月19日が国際男性デーとされ、いくつかの国家で記念日とされている。